# Port lotniczy Goroka
Port lotniczy Goroka (IATA: GKA, ICAO: AYGA) – port lotniczy zlokalizowany w mieście Goroka, w Papui-Nowej Gwinei.